# Kedrostis foetidissima
Kedrostis foetidissima là một loài thực vật có hoa trong họ Cucurbitaceae. Loài này được (Jacq.) Cogn. mô tả khoa học đầu tiên năm 1881.